# Holland Park (Diemen)

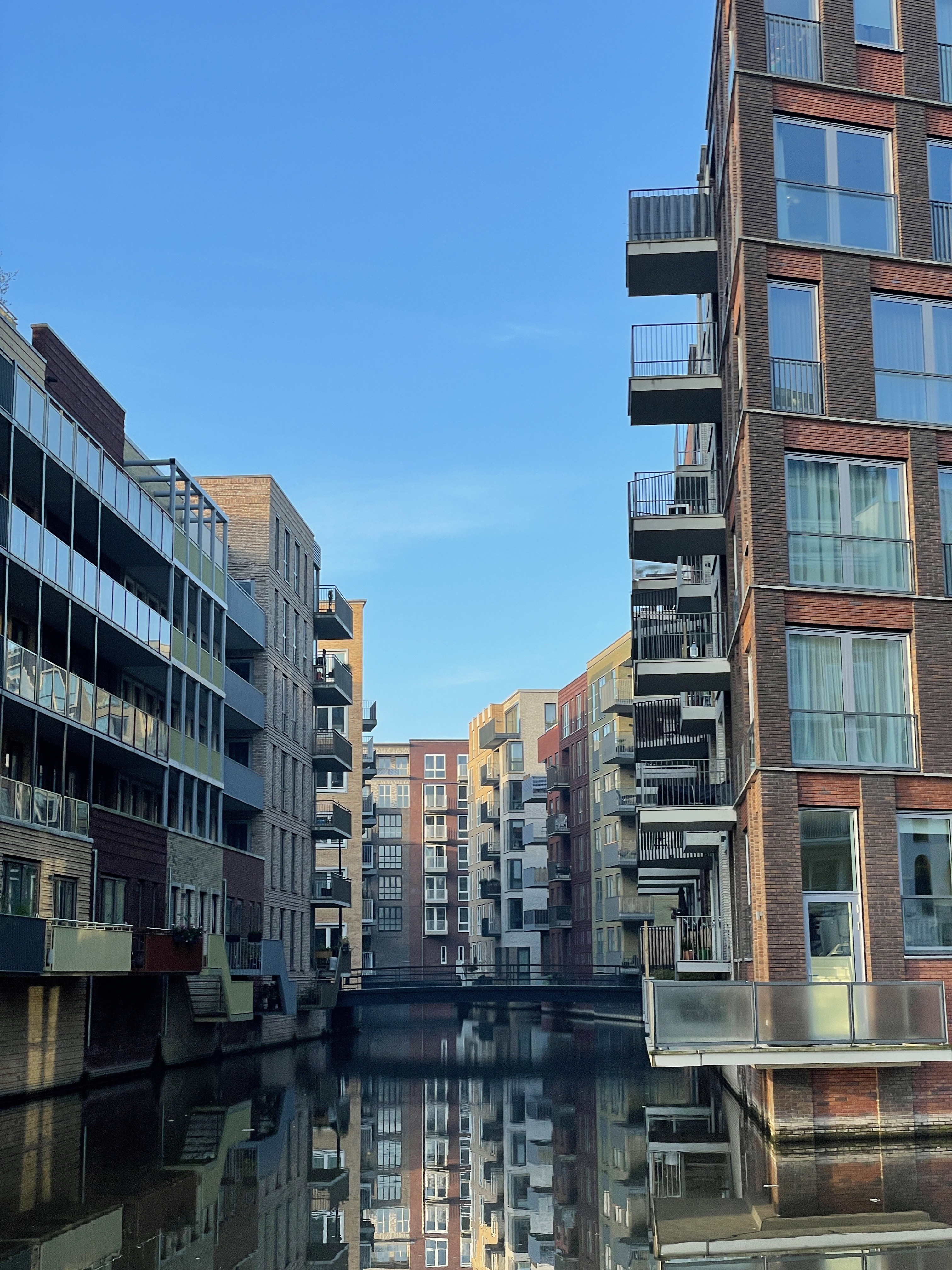
Gracht in Holland Park Diemen

Holland Park is een opkomende wijk in de Noord-Hollandse gemeente Diemen. De wijk is gelegen ten noorden van Eekholt en Amsterdam-Zuidoost, ten zuiden van de spoorlijn Weesp - Leiden, ten oosten van Duivendrecht en de Bergwijkdreef en ten zuidwesten van metrolijn 53 en de Hoofdwerkplaats Rail (GVB).
Oorspronkelijk had het gebied van circa 30 hectare sinds de jaren zeventig een bestemming als kantorengebied met 100.000 m² kantoorruimte met naam Bergwijkpark. Door de structurele leegstand van de kantoren is besloten het gebied om te vormen tot woonwijk.
De bouw en herontwikkeling van de wijk is begonnen in 2015 en omvat allerlei soorten woningen met authentieke gevels waaronder appartementen en tegen de spoor en metrolijn aan woontorens. Tussen de woningen bevinden zich grachten, straatjes en groene binnentuinen. 

## Ontwerp
De wijk is ontworpen door de architect en stedenbouwkundige Sjoerd Soeters en heeft gelijkenis met het door hem eveneens ontworpen Java-eiland en het Kopenhagense grachtenstadje Sluseholmen. In mei 2017 zijn de eerste woningen opgeleverd. Omdat Diemen in tegenstelling tot Amsterdam geen erfpacht kent zijn de woningen iets goedkoper dan vergelijkbare woningen in Amsterdam.

## Openbaar vervoer
Per openbaar vervoer is de wijk goed bereikbaar per trein, metrolijn 53 en buslijn 44 met in de nabijheid metro- en treinstation Diemen Zuid en metrostation Verrijn Stuartweg. Met de trein is er een directe verbinding naar luchthaven Schiphol in slechts 16 minuten.

## Horeca
In Holland Park bevinden zich diverse horecazaken. Zo is er DSTRCT-DZ, een koffiezaak waar je kunt ontbijten en lunchen. Aan de Herman Broodhof bevinden zich Restaurant Lola's, het Japanse restaurant Little Tokyo en Bagels and Beans.   

## Straatnamen
De straten van Holland Park zijn vernoemd naar Nederlandse kunstenaars. Zo zijn er de kunstschilders van de populaire kunststroming 'De Stijl' goed vertegenwoordigd met straatnamen zoals: Piet Mondriaansingel, Gerrit Rietveldsingel en Theo van Doesburghof. Andere straatnamen van bekende kunstenaars zijn: Kees van Dongenpad, Willem Dudokhof, Charley Tooropgracht, Jan Wolkerslaan, Herman Broodhof en Carel Willinkgracht. Het groene hart van Holland Park is het Thérèse Schwartzepark. 

## Afbeeldingen

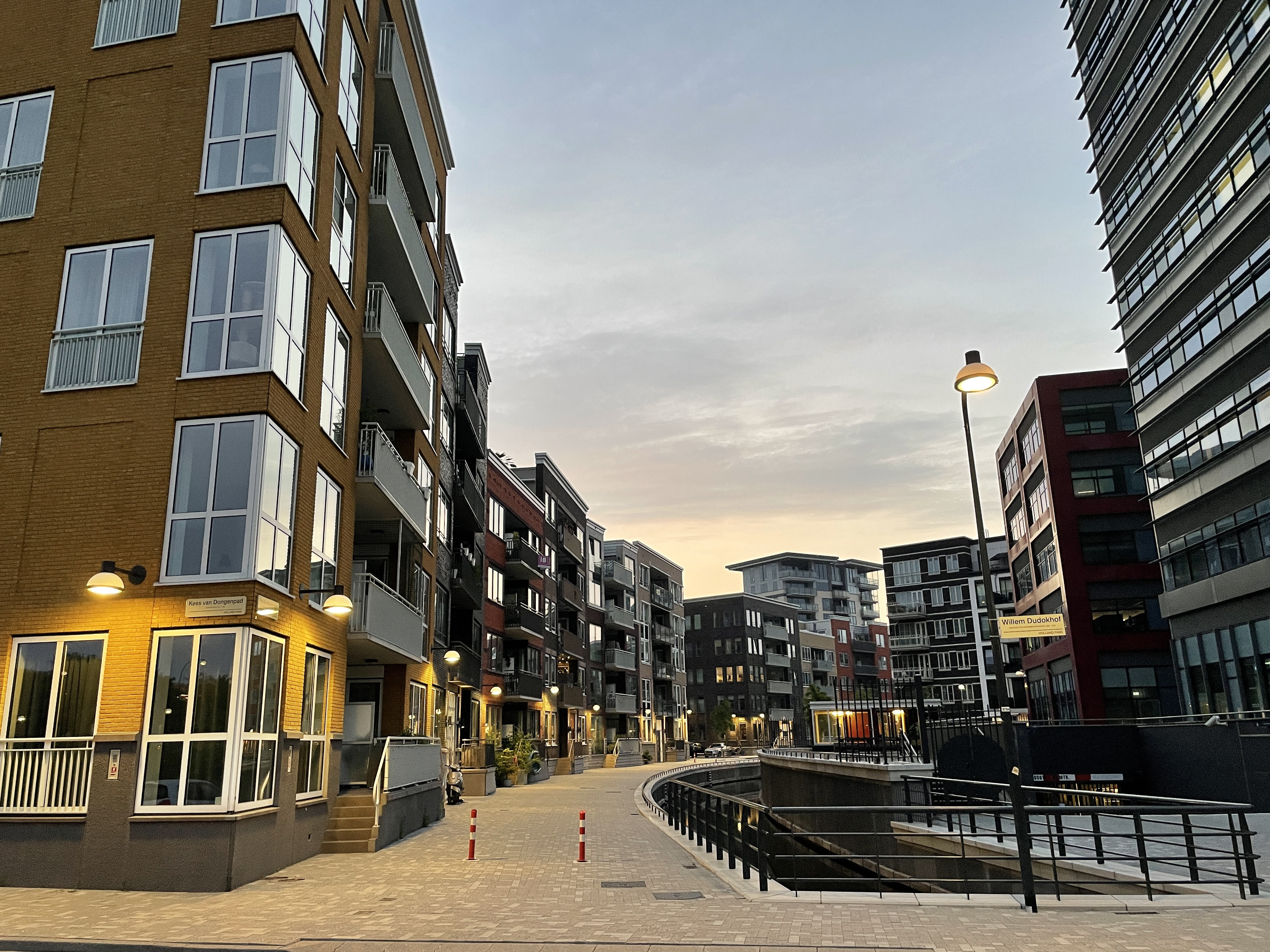
Ochtend op de Piet Mondriaansingel in Holland Park.
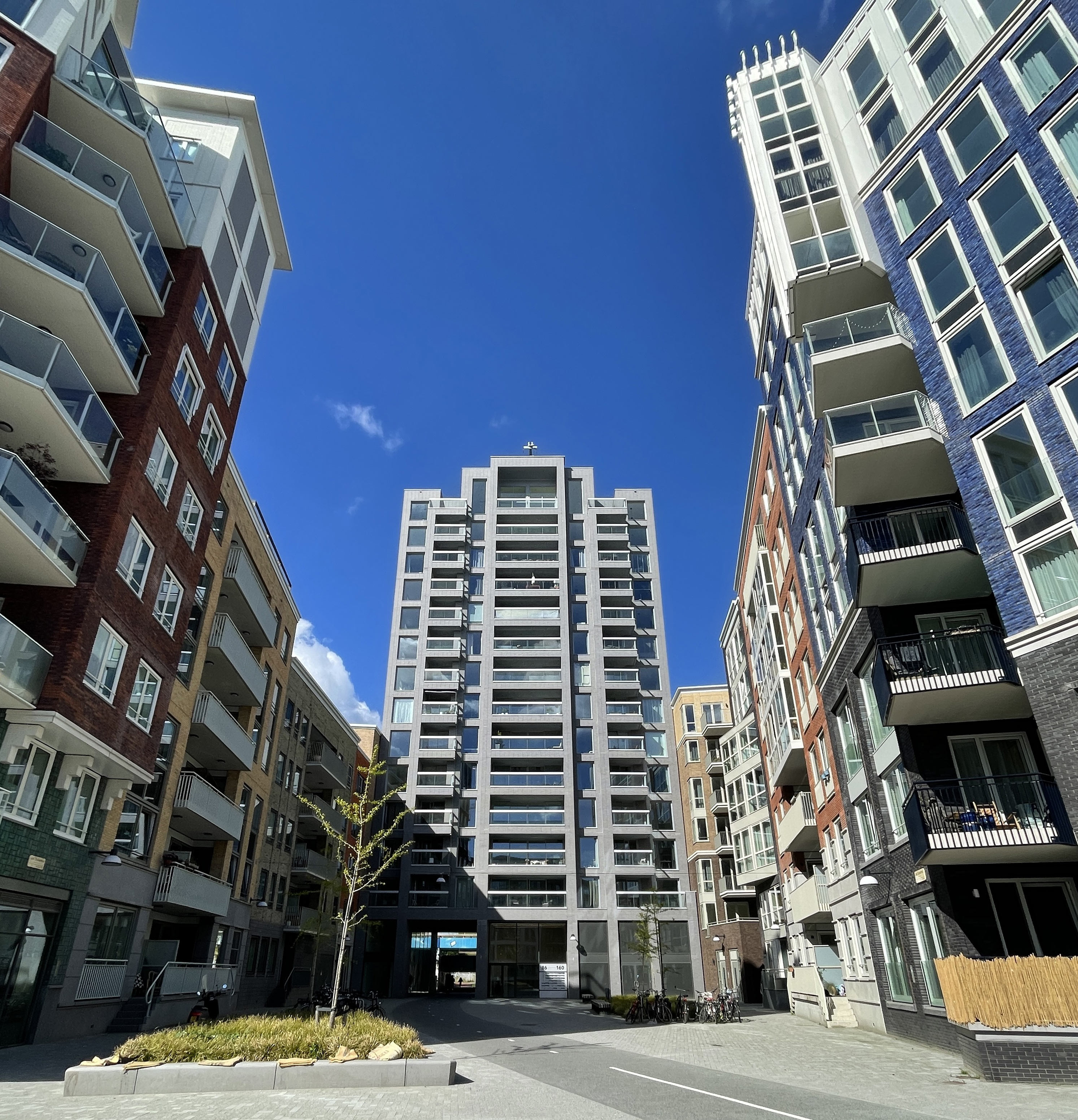
Jan Duikerhof in Holland Park
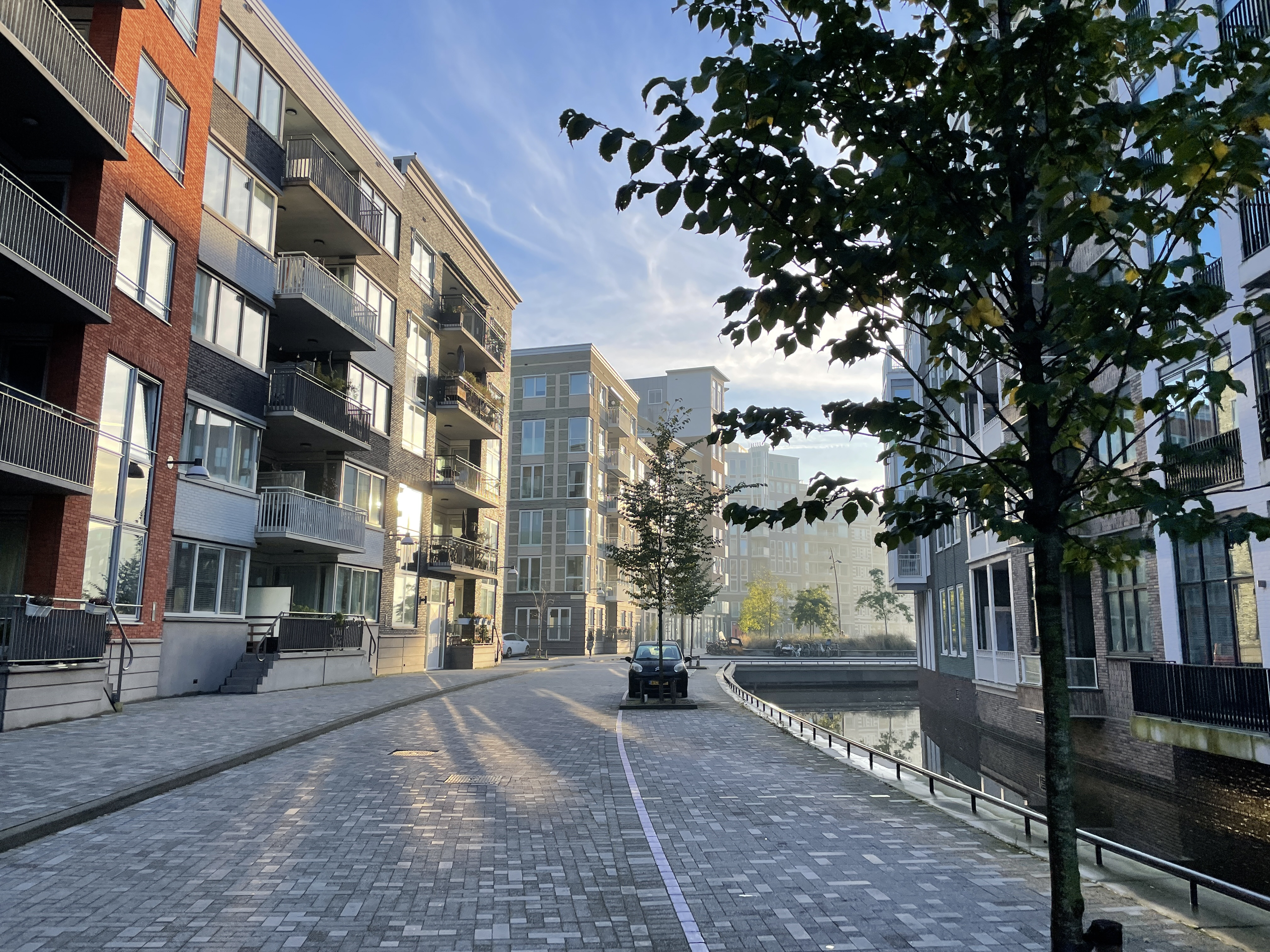
Piet Mondriaansingel in Holland Park.
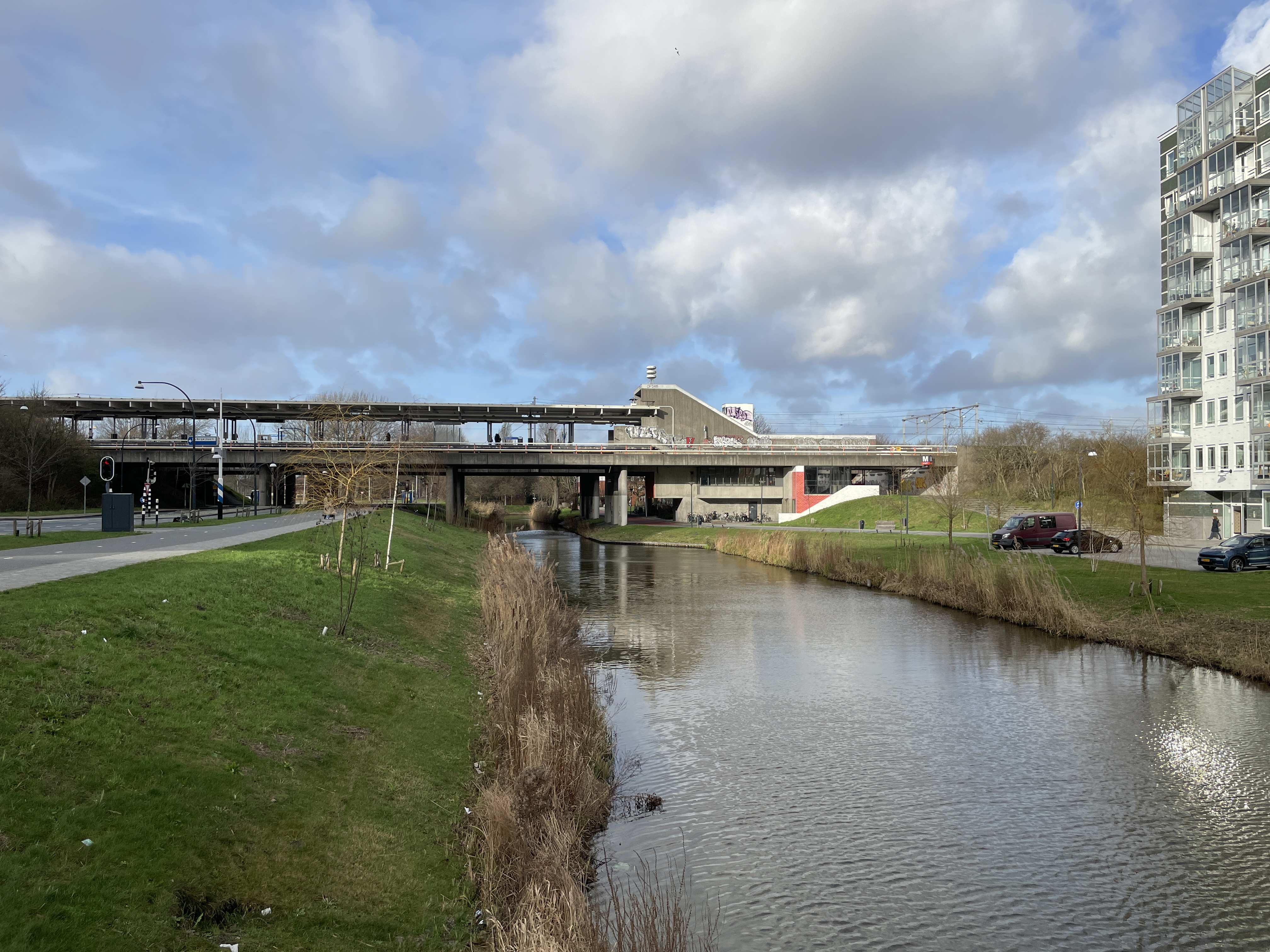
Metrostation Diemen Zuid.